# Barhalganj
Barhalganj (hindi बड़हलगंज) – miasto w północnych Indiach w stanie Uttar Pradesh, na Nizinie Hindustańskiej.
Populacja miasta w 2001 roku wynosiła 19 171 mieszkańców.